# Velburg
Velburg è una città tedesca situata nel land della Baviera.